# Dogma (algemeen)
Een dogma (Oudgrieks: δόγμα, meervoud: δόγματα) is een leerstelling die door een religie, ideologie of organisatie als onbetwistbaar wordt beschouwd. Een dogma is een concept ter onderbouwing van een gedachtegoed, daarom wordt de aanhanger van dit gedachtegoed geacht er niet van af te wijken en het nooit aan te vechten.
Het begrip dogma wordt binnen de religie beschrijvend gehanteerd, maar buiten de religie vaak veroordelend, als betiteling van een denkbeeld dat anderen niet betwijfelen, terwijl ze dat naar het oordeel van de spreker of schrijver wel zouden moeten doen. Een persoon of groep mensen wordt dogmatisch genoemd om aan te duiden dat deze onbuigzame geloofsovertuigingen heeft en ter zake niet openstaat voor rationele argumenten. Dit komt bijvoorbeeld in kritische beschouwingen voor over heersende overtuigingen in de maatschappij en het wetenschappelijk paradigma.

## Dogmatisch
Het bijvoeglijk naamwoord bij dogma is dogmatisch. Het duidt op een overtuiging of houding waarbij iemand niet meer in staat is zijn opinie te herzien op grond van nieuwe informatie of met zijn gezonde verstand. Het betekent dat iemand zijn overtuigingen op een onnadenkende en conformistische manier hanteert zonder het fundament daarvan ter discussie te willen stellen. Een dogmatische houding wordt als onverenigbaar gezien met een wetenschappelijke en rationele instelling, waar zelfcorrectie deel van uitmaakt.

## Dogma in religie
Dogma's komen in vele godsdiensten voor, zoals in het christendom, waar zij als de centrale grondregels worden beschouwd, die door alle gelovigen van die religie onderschreven behoren te worden geaccepteerd. Binnen het westers christelijk geloof, rooms-katholiek en protestant, is een voorbeeld van een dogma de Drie-eenheid. Het jodendom kent formeel geen dogma's, maar wel fundamentele geloofspunten die algemeen worden aanvaard. Het begrip dogma is ook binnen de islam als zodanig onbekend, terwijl in de islam soortgelijke wel onaantastbare dogma's worden gehanteerd, bijvoorbeeld dat Mohammed de profeet van God is, dat Jezus niet de zoon van God is en dat de Koran het geopenbaarde woord van God is.
Dogma's worden als een fundamenteel element van de religie aan theologische leerstellingen verbonden, die worden geacht zodanig te zijn aangetoond, dat iemand die ze verwerpt of ze betwist in feite de gegeven religie niet als die van zichzelf beschouwt. Het dogma wordt onderscheiden van de theologische opvatting ten aanzien van zaken die als minder bekend worden beschouwd. Dogma's kunnen worden verduidelijkt of uitgebreid, maar er mag in nieuwe leringen, in een nieuw paradigma niet van worden afgeweken. Het afwijzen van een dogma wordt beschouwd als ketterij en kan resulteren in excommunicatie, in de verbanning uit de religieuze gemeenschap. Dit gebeurt in de huidige christelijke traditie, zeker in het licht van de secularisatie, niet meer veel.